# N/T S. Miguel
O N/T S. Miguel foi um navio de transporte misto (passageiros e carga) da Empresa Insulana de Navegação (EIN).

## História
Teve o casco construído em Middlesbrough e a máquina em Sunderland, no Reino Unido. De propriedade da EIN, registado no Porto de Lisboa, tinha o número oficial "437B" e o número de código internacional de sinais "HGJV".

## Características
- Arqueação bruta: 2576.32 toneladas;
- Arqueação líquida: 1569.71 toneladas;
- Comprimento: 91.37 m;
- Boca: 12.77m;
- Pontal: 8.28m.

Após 1930 foi sucedido em funções pelo vapor "N/T Carvalho Araújo", da mesma empresa.